# Arthur Knautz
Arthur Knautz (Daaden, 20 de marzo de 1911-Bélgorod, 6 de agosto de 1943) fue un jugador de balonmano y soldado alemán. Fue un componente de la Selección de balonmano de Alemania.
Con la selección logró la medalla de oro en los Juegos Olímpicos de Berlín 1936, los primeros con el balonmano como deporte olímpico.
Fue un soldado alemán de la Segunda Guerra Mundial. Murió en Bélgorod en 1943 dentro de las batallas de Alemania en el frente de Rusia.